# Oporinia schimae
Oporinia schimae är en fjärilsart som beskrevs av Karl Schawerda 1924. Oporinia schimae ingår i släktet Oporinia och familjen mätare. Inga underarter finns listade i Catalogue of Life.